# Bignicourt-sur-Saulx
Pour les articles homonymes, voir Bignicourt (homonymie) et Saulx.
Bignicourt-sur-Saulx est une commune française, située dans le département de la Marne en région Grand Est.

## Géographie

### Localisation
Bignicourt-sur-Saulx se trouve au sud-est du département de la Marne, en région Grand Est. La commune appartient à la région agricole du Perthois.
La commune de Bignicourt-sur-Saulx s'étend sur une superficie de 1 101 hectares. Sur son territoire, l'altitude varie de 109 à 130 mètres. Au nord du canal de la Marne au Rhin, le territoire communal est boisé et traversé par la Saulx. Le village de Bignicourt se trouve entre le canal et la route départementale 995 (ancienne route nationale 395). Au sud de cette route, le territoire est principalement dédié à l'agriculture, à l'exception du bois du Chênois au sud-est de la commune.
Par la route, Bignicourt-sur-Saulx se situe à 47 km de Châlons-en-Champagne, préfecture de la Marne, à 33 km de Bar-le-Duc, préfecture de la Meuse, à 25 km de Saint-Dizier, principale ville de la Haute-Marne, à 17 km de Vitry-le-François, sa sous-préfecture de rattachement, et à 11 km de Sermaize-les-Bains, bureau centralisateur du canton de Sermaize-les-Bains dont dépend Bignicourt-sur-Saulx depuis 2015. La commune fait en outre partie du bassin de vie de Revigny-sur-Ornain, commune de la Meuse distante de 21 km par la route.
Bignicourt-sur-Saulx est limitrophe de 7 communes :
| Heiltz-l'Évêque | Jussecourt-Minecourt | Heiltz-le-Maurupt  |
| Le Buisson      | Bignicourt-sur-Saulx | Étrepy             |
| Blesme          |                      | Maurupt-le-Montois |

### Hydrographie
La commune est dans la région hydrographique « la Seine de sa source au confluent de l'Oise (exclu) » au sein du bassin Seine-Normandie. Elle est drainée par la Saulx, le canal de la Marne au Rhin, le Fossé du Bacon, le Fossé Thomas, le canal 01 de la Mare Avrillot, le canal 01 de la Mare Poisson, le canal 01 de la Patolée, le canal 02 de la Saussaie Huart, le Fossé de la Fontaine Hany, le Fossé Neuf, le Grand Fossé, le ruisseau du Gohan et divers autres petits cours d'eau,.
La Saulx, d'une longueur de 115 km, prend sa source dans la commune de Germay et se jette dans la Marne à Vitry-le-François, après avoir traversé 39 communes. 
Le canal de la Marne au Rhin, long de 293 km et 178 écluses à l'origine, relie la Marne (à Vitry-le-François) au Rhin (à Strasbourg). Par le canal latéral à la Marne, il est connecté au réseau navigable de la Seine vers l'Île-de-France et la Normandie. 

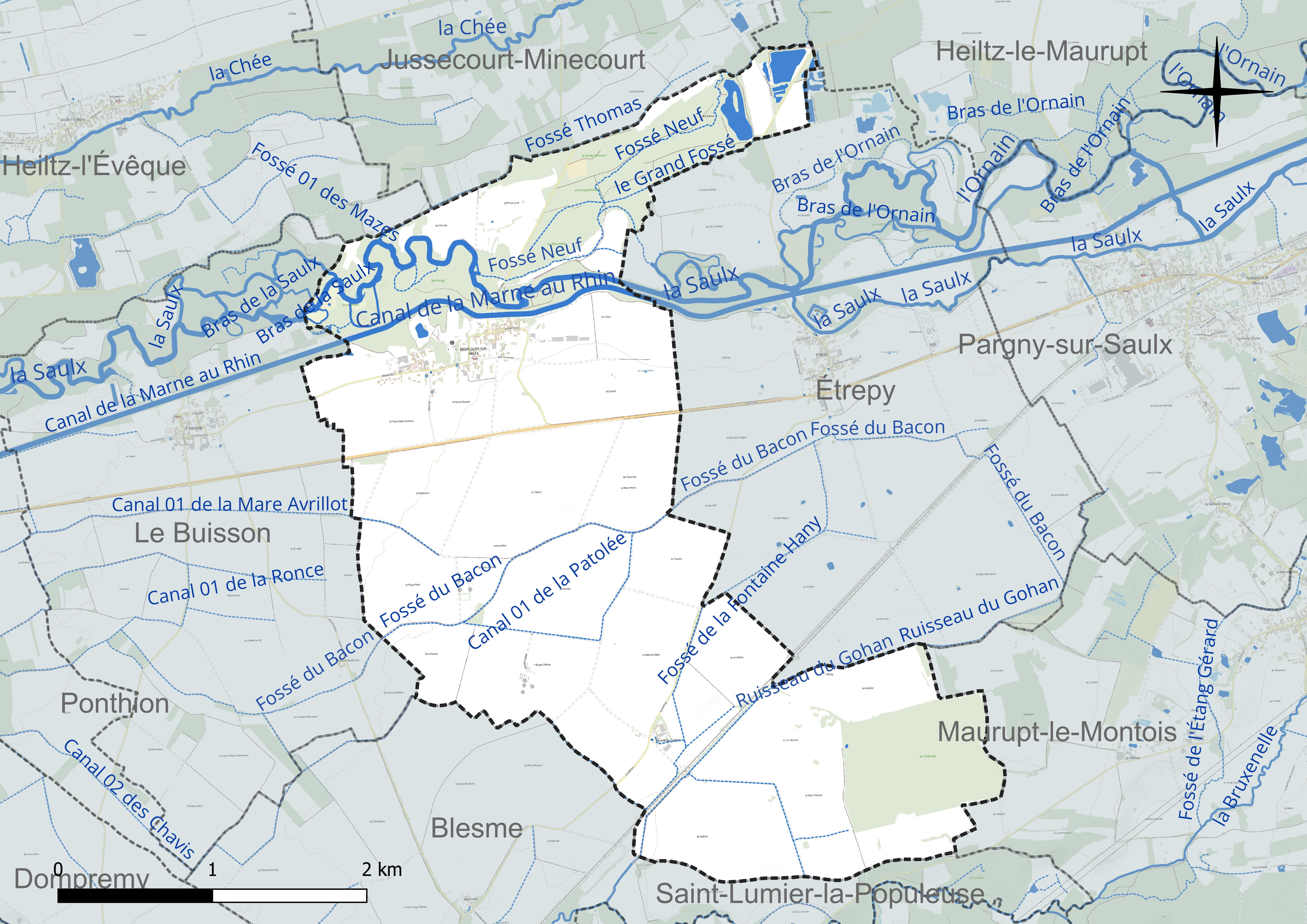
Réseau hydrographique de Bignicourt-sur-Saulx.

### Climat
Pour des articles plus généraux, voir Climat du Grand Est et Climat de la Marne.
En 2010, le climat de la commune est de type climat des marges montargnardes, selon une étude du Centre national de la recherche scientifique s'appuyant sur une série de données couvrant la période 1971-2000. En 2020, Météo-France publie une typologie des climats de la France métropolitaine dans laquelle la commune est exposée à un climat océanique altéré et est dans une zone de transition entre les régions climatiques « Nord-est du bassin Parisien » et « Lorraine, plateau de Langres, Morvan ». 
Pour la période 1971-2000, la température annuelle moyenne est de 10,6 °C, avec une amplitude thermique annuelle de 16 °C. Le cumul annuel moyen de précipitations est de 802 mm, avec 12,3 jours de précipitations en janvier et 8,8 jours en juillet. Pour la période 1991-2020, la température moyenne annuelle observée sur la station météorologique de Météo-France la plus proche, « Frignicourt », sur la commune de Frignicourt à 15 km à vol d'oiseau, est de 11,5 °C et le cumul annuel moyen de précipitations est de 694,6 mm. 
La température maximale relevée sur cette station est de 41,7 °C, atteinte le 25 juillet 2019 ; la température minimale est de −22 °C, atteinte le 9 janvier 1985,,. 
Les paramètres climatiques de la commune ont été estimés pour le milieu du siècle (2041-2070) selon différents scénarios d'émission de gaz à effet de serre à partir des nouvelles projections climatiques de référence DRIAS-2020. Ils sont consultables sur un site dédié publié par Météo-France en novembre 2022.

## Urbanisme

### Typologie
Au 1er janvier 2024, Bignicourt-sur-Saulx est catégorisée commune rurale à habitat dispersé, selon la nouvelle grille communale de densité à sept niveaux définie par l'Insee en 2022.
Elle est située hors unité urbaine. Par ailleurs la commune fait partie de l'aire d'attraction de Vitry-le-François, dont elle est une commune de la couronne,. Cette aire, qui regroupe 73 communes, est catégorisée dans les aires de moins de 50 000 habitants,.

### Occupation des sols
L'occupation des sols de la commune, telle qu'elle ressort de la base de données européenne d’occupation biophysique des sols Corine Land Cover (CLC), est marquée par l'importance des territoires agricoles (75,3 % en 2018), une proportion sensiblement équivalente à celle de 1990 (74,6 %). La répartition détaillée en 2018 est la suivante : 
terres arables (68,7 %), forêts (21,7 %), prairies (4 %), zones urbanisées (3 %), zones agricoles hétérogènes (2,5 %). L'évolution de l’occupation des sols de la commune et de ses infrastructures peut être observée sur les différentes représentations cartographiques du territoire : la carte de Cassini (XVIIIe siècle), la carte d'état-major (1820-1866) et les cartes ou photos aériennes de l'IGN pour la période actuelle (1950 à aujourd'hui).

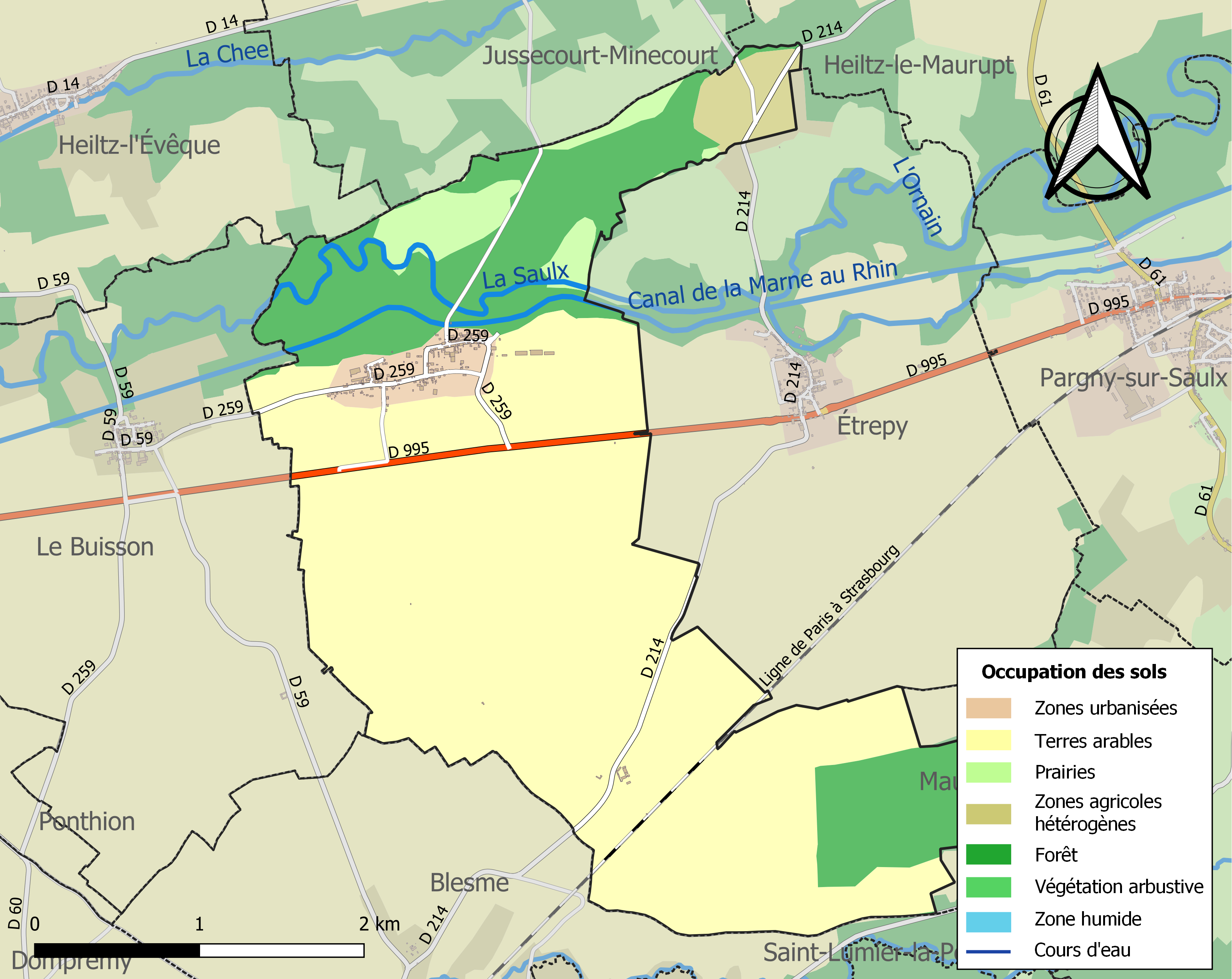
Carte des infrastructures et de l'occupation des sols de la commune en 2018 (CLC).

### Hameau
Le seul hameau de la commune est la Ferme du Sorton au sud de son territoire.

### Voies de communication et transports
La route départementale 995 entre Vitry-en-Perthois et Sermaize-les-Bains (ancienne route nationale 395) passe au sud du village de Bignicourt-sur-Saulx. Le village est relié à cette route par la route départementale 259, qui traverse le village puis part en direction du Buisson à l'ouest. Au sud, la route départementale 214 passe par le territoire communal entre Blesme et Étrepy.
La ligne de chemin de fer de Paris à Strasbourg passe également sur son territoire.

## Toponymie
Le nom de la localité est attesté sous les formes Bugnecort (1217) ; Blanicort (vers 1222) ; Bugnicurt (1228) ; Buygnicort (1232) ; Bignicourt (1240) ; Benigcort (vers 1240) ; Bugnicort (1241) ; Buignicort (vers 1252) ; Buignicuria (1256-1270) ; Bugnicourt (1273) ; Bignecourt-sur-Saulx (1392) ; Bignycourt (1395) ; Bignicourt-sur-Saulx (1462) ; Bignicuria (1542) ; Brignicourt-sur-Seau (1775) ; Bignicourt-en-Champagne (1777).

La Saulx est une rivière française. Affluent droit de la Marne et donc sous-affluent de la Seine, la Saulx prend sa source à Germay (Haute-Marne) et se jette dans la Marne à Vitry-le-François.

## Histoire
Le 6 septembre août 1914[pas clair], l'armée impériale allemande exécute 12 civils et détruit 30 bâtiments lors des atrocités allemandes commises au début de l'invasion.

### Décorations françaises
Croix de guerre 1914-1918 : 11 août 1921.

## Politique et administration

### Intercommunalité
La commune, antérieurement membre de la communauté de communes des Trois Rivières, est membre, depuis le 1er janvier 2014, de la communauté de communes Côtes de Champagne et Saulx.
En effet, conformément aux prévisions du schéma départemental de coopération intercommunale (SDCI) de la Marne du 15 décembre 2011, les quatre petites intercommunalités : 

- communauté de communes de Saint-Amand-sur-Fion, 
- communauté de communes des Côtes de Champagne, 
-  communauté de communes des Trois Rivières 
- communauté de communes de Champagne et Saulx 

ont fusionné le 1er janvier 2014, en intégrant la commune isolée de Merlaut, pour former la nouvelle communauté de communes Côtes de Champagne et Saulx.
Dans le cadre des prévisions du nouveau schéma départemental de coopération intercommunale (SDCI) de la Marne du 30 mars 2016, celle-ci fusionne le 1er janvier 2017 avec cinq des sept communes de Saulx et Bruxenelle (Étrepy, Pargny-sur-Saulx, Blesme, Saint-Lumier-la-Populeuse, Sermaize-les-Bains) pour former la nouvelle communauté de communes Côtes de Champagne et Val de Saulx, dont Bignicourt-sur-Saulx est désormais membre.

### Liste des maires
| Période                                  | Période                      | Identité                                      | Étiquette | Qualité            |
| ---------------------------------------- | ---------------------------- | --------------------------------------------- | --------- | ------------------ |
| Les données manquantes sont à compléter. |                              |                                               |           |                    |
| 1816                                     | 1847                         | Jean-Baptiste Barbat de Bignicourt            |           | Conseiller général |
| ?                                        | avant 1884                   | Arthur Barbat de Bignicourt                   |           |                    |
|                                          | 1878                         | Frerson                                       |           |                    |
| 1884                                     | 1896                         | Maurice Morel                                 |           |                    |
| 1896                                     | 1921                         | Maurice Desanlis                              |           |                    |
| 1921                                     | 1923                         | André Ouriet                                  |           |                    |
| 1923                                     | 1944                         | Maurice Desanlis                              |           |                    |
| 1944                                     | 1959                         | Paul Desanlis                                 |           |                    |
| 1959                                     | 1965                         | Maurice Desanlis                              |           |                    |
| 1969                                     | 1971                         | Maurice Morel                                 |           |                    |
| 1971                                     | 1973                         | André Ouriet                                  |           |                    |
| 1973                                     | 1989                         | Maurice Morel                                 |           |                    |
| 1989                                     | 2001                         | Pierre Vagny                                  |           |                    |
| mars 2001                                | 2014                         | Jean-Pol Barrois                              |           |                    |
| 2014                                     | En cours (au 4 juillet 2014) | André Desanlis Réélu pour le mandat 2020-2026 |           |                    |

## Équipements et services publics

### Eau et déchets
Le service public des déchets est assuré par le Syndicat mixte du Sud-Est Marnais (SYMSEM), qui a mis en place une redevance incitative. La collecte des ordures ménagères résiduelles (en bacs noirs pucés ou en sacs rouges prépayés) et des emballages ménagers recyclables (en sacs jaunes) est réalisée en porte à porte. Le SYMSEM adhérant au syndicat de valorisation des ordures ménagères de la Marne (SYVALOM), ces déchets sont amenés en centre de transfert à Sainte-Menehould ou Vitry-en-Perthois, puis valorisés sur le site de La Veuve. La collecte du verre se fait en apport volontaire, avant transformation dans une usine de Reims. Pour les déchets volumineux ou dangereux, le SYMSEM met à disposition de ses habitants une plateforme de déchets verts et gravats, à Saint-Amand-sur-Fion, ainsi que 12 déchèteries, à Arrigny, Courtisols, Givry-en-Argonne, Mairy-sur-Marne, Pargny-sur-Saulx, Pogny, Sainte-Menehould, Thiéblemont-Farémont, Valmy, Vanault-les-Dames, Villers-en-Argonne et Ville-sur-Tourbe.

## Population et société

### Démographie
L'évolution du nombre d'habitants est connue à travers les recensements de la population effectués dans la commune depuis 1793. Pour les communes de moins de 10 000 habitants, une enquête de recensement portant sur toute la population est réalisée tous les cinq ans, les populations de référence des années intermédiaires étant quant à elles estimées par interpolation ou extrapolation. Pour la commune, le premier recensement exhaustif entrant dans le cadre du nouveau dispositif a été réalisé en 2005.

En 2022, la commune comptait 156 habitants, en évolution de −18,32 % par rapport à 2016 (Marne : −1,19 %, France hors Mayotte : +2,11 %).
| 1793 | 1800 | 1806 | 1821 | 1831 | 1836 | 1841 | 1846 | 1851 |
| ---- | ---- | ---- | ---- | ---- | ---- | ---- | ---- | ---- |
| 299  | 321  | 324  | 332  | 368  | 348  | 333  | 348  | 346  |

| 1856 | 1861 | 1866 | 1872 | 1876 | 1881 | 1886 | 1891 | 1896 |
| ---- | ---- | ---- | ---- | ---- | ---- | ---- | ---- | ---- |
| 311  | 360  | 346  | 336  | 346  | 345  | 394  | 291  | 284  |

| 1901 | 1906 | 1911 | 1921 | 1926 | 1931 | 1936 | 1946 | 1954 |
| ---- | ---- | ---- | ---- | ---- | ---- | ---- | ---- | ---- |
| 271  | 276  | 292  | 188  | 210  | 220  | 228  | 185  | 204  |

| 1962 | 1968 | 1975 | 1982 | 1990 | 1999 | 2005 | 2006 | 2010 |
| ---- | ---- | ---- | ---- | ---- | ---- | ---- | ---- | ---- |
| 199  | 197  | 182  | 186  | 193  | 172  | 167  | 163  | 176  |

| 2015 | 2020 | 2022 | - | - | - | - | - | - |
| ---- | ---- | ---- | - | - | - | - | - | - |
| 189  | 162  | 156  | - | - | - | - | - | - |

## Culture locale et patrimoine

### Lieux et monuments
- L'église Saint-Mathieu

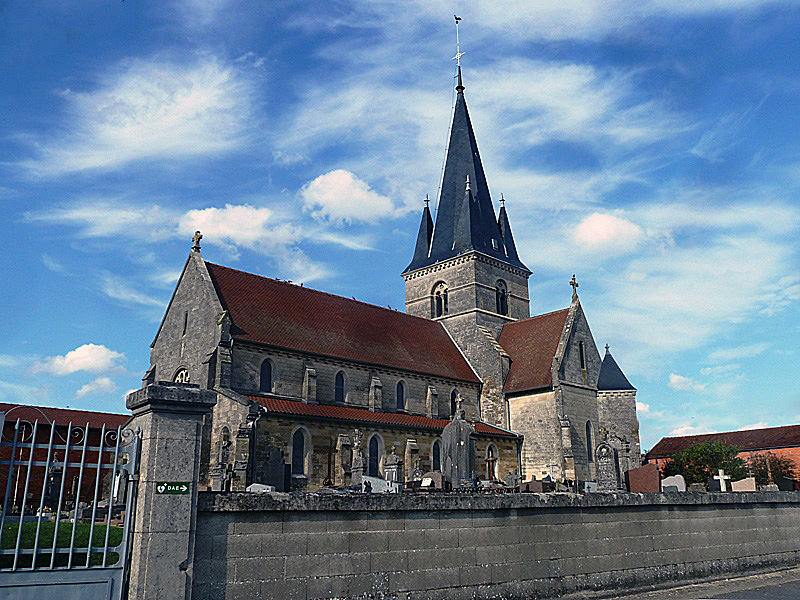
L'église Saint-Mathieu de Bignicourt-sur-Saulx.

- Le château de Bignicourt-sur-Saulx :  Classé MH (2005, Le bâtiment principal en totalité, les deux pavillons (pigeonnier et four à pain) en totalité, la chapelle en totalité)[37],[38],[39].

Jean-Baptiste Barbat, riche cultivateur aurait acheté en 1778 l'ancien château construit par Pierre Langault après 1658. Il est maire du village en 1800, et il est mort en 1810. On ne sait pas quand l'ancien château de Pierre Langault a été détruit, entre 1806 et 1833 (date du relevé cadastral montrant le nouveau château) mais les communs n'ont pas été modifiés. Son fils, Jean-Baptiste Barbat de Bignicourt devient maire de la commune en 1816 et le resta jusqu'à sa mort en 1847. Il se marie avec Clémentine Andrieux, riche héritière rémoise, en 1818, à quarante-six ans. Le nouveau château a dû être construit avant cette date. Le bâtiment, qui remplace un château plus ancien, s'inspire des maisons édifiées dans le style palladien par les architectes parisiens à la fin du XVIIIe siècle. Une modification a été apportée dans la première moitié du XXe siècle à la façade arrière qui comportait à l'origine les mêmes escaliers que la façade d'entrée. Le décor et la distribution intérieure sont en partie conservés. Le rez-de-chaussée est réservé aux pièces utilitaires (cuisine, laiterie, cave, bûcher). Le premier étage comprend les pièces principales (grand salon, salle à manger, bibliothèque).
En 1837, édification d'une petite chapelle funéraire en style néo-gothique.
Après avoir été abandonné à différentes reprises, après la mort de la dernière descendante, Pauline de la Porte, il est acheté en 2002 par Fabrice Provin, qui décide de le restaurer totalement et de créer une maison d'hôtes.

### Personnalités liées à la commune
- Marie-Auguste Desanlis (1802-1862), avocat, président du Conseil de l'Ordre du Grand Orient de France de 1849 à 1850.
- Arthur Barbat de Bignicourt (1824-1888), historien est mort dans le château de Bignicourt.
- Alphonse Picart (1829-1884), homme politique né à Bignicourt-sur-Saulx, député de la Marne.